# Click Click Boom
Click Click Boom è una canzone del gruppo musicale statunitense Saliva. Venne pubblicata nel 2000 come singolo estratto dal loro secondo album in studio Every Six Seconds.